# Lucius Orbilius Pupillus
Lucius Orbilius Pupillus (Bénévent, v. -113 - Rome, v. -13) est un grammairien et enseignant de latin, aussi connu sous le nom Orbilius. Orbilius Pupillus signifie « petit orphelin mineur ». Il ne s'agit pas d'un nom de famille noble, mais plutôt d'un double surnom, ce qui indique une origine plébéienne. Le prénom Lucius lui est attribué par Suétone. 
Il enseigne entre autres à Horace, qui le dénoncera plus tard comme un homme prompt à frapper ses étudiants. « Orbilius » deviendra donc le proverbial archétype de l'enseignant brutal et colérique. 

## Biographie
Suétone décrit la vie d'Orbilius Pupillus dans le De grammaticis et rhetoribus. Ce texte demeure la principale source d'information biographique à son sujet. Bien que l'auteur, selon son habitude, s'attarde à des détails insolites et sensationnalistes, il appuie cependant son texte sur des citations externes de grande valeur, créant un portrait typique et cohérent de son sujet.
Né à Beneventum (aujourd'hui Bénévent), Orbilius est durant toute sa jeunesse un étudiant assidu. Cette période est toutefois marquée par un grave traumatisme : ses parents sont tous les deux tués violemment la même journée. C'est l'époque de la Guerre sociale opposant Caius Marius à Sylla, provoquant la mort de milliers d'habitants de toute la Grande-Grèce.
Orbilius, forcé de se débrouiller, devient fonctionnaire et coursier administratif (apparitor). Il fait son service militaire sans tarder, d'abord comme auxiliaire, puis comme chevalier en Macédoine. Une fois son service complété, il reprend et termine ses études humanistes.
Après avoir longtemps enseigné dans sa mère-patrie, il s'installe à Rome en -63, durant le consulat de Cicéron. Il continue son travail d'enseignant mais s'il gagne en célébrité, il ne s'enrichit pas et demeure dans un quartier pauvre jusqu'à un âge avancé.
L'âge n'adoucit pas son caractère brutal, non seulement envers ses rivaux littéraires, à qui il s'opposa à quelques reprises, mais aussi contre ses étudiants, comme le laisse entendre Horace, qui, l'ayant eu comme professeur, l'affuble du surnom de plagosus (« la main leste, la main qui frappe ») dans Ep. II, 1, 68-71 :
| Non equidem insector delendave carmina Livi esse reor, memini quae plagosum mihi parvo Orbilium dictare; sed emendata videri pulchraque et exactis minimum distantia miror. | Et de toute façon je ne blâme pas et je ne veux pas détruire Les poèmes de Livius qui me remémorent ma jeunesse Et Orbilius qui les dictait au rythme de ses coups, mais je m'émerveille qu'ils soient considérés purs, gracieux, pratiquement parfaits. |

Ce comportement n'était pas seulement dirigé vers ses étudiants, mais aussi vers les politiciens qu'il ne manquait pas d'égratigner avec des allusions sarcastiques, tel que confirmé par une anecdote de Suétone ainsi que dans un vers du poète Domitius Marsus :
| Si quos Orbilius ferula scuticaque cecidit | Si Orbilius fait une phrase comme un coup de baguette ou de cravache… |

Il mourut presque centenaire, après avoir perdu la mémoire, comme le souligne avec ironie Marcus Furius Bibaculus dans son épigramme :
| Orbilius ubinam est litterarum oblivio? | Où est donc Orbilius, qui ne se rappelle plus la littérature? |

Une statue lui est élevée dans sa ville natale, où il apparait assis, vêtu d'un pallium et avec deux coffrets à ses côtés. Il eut un fils portant son nom et lui aussi grammairien et enseignant.

## Œuvres

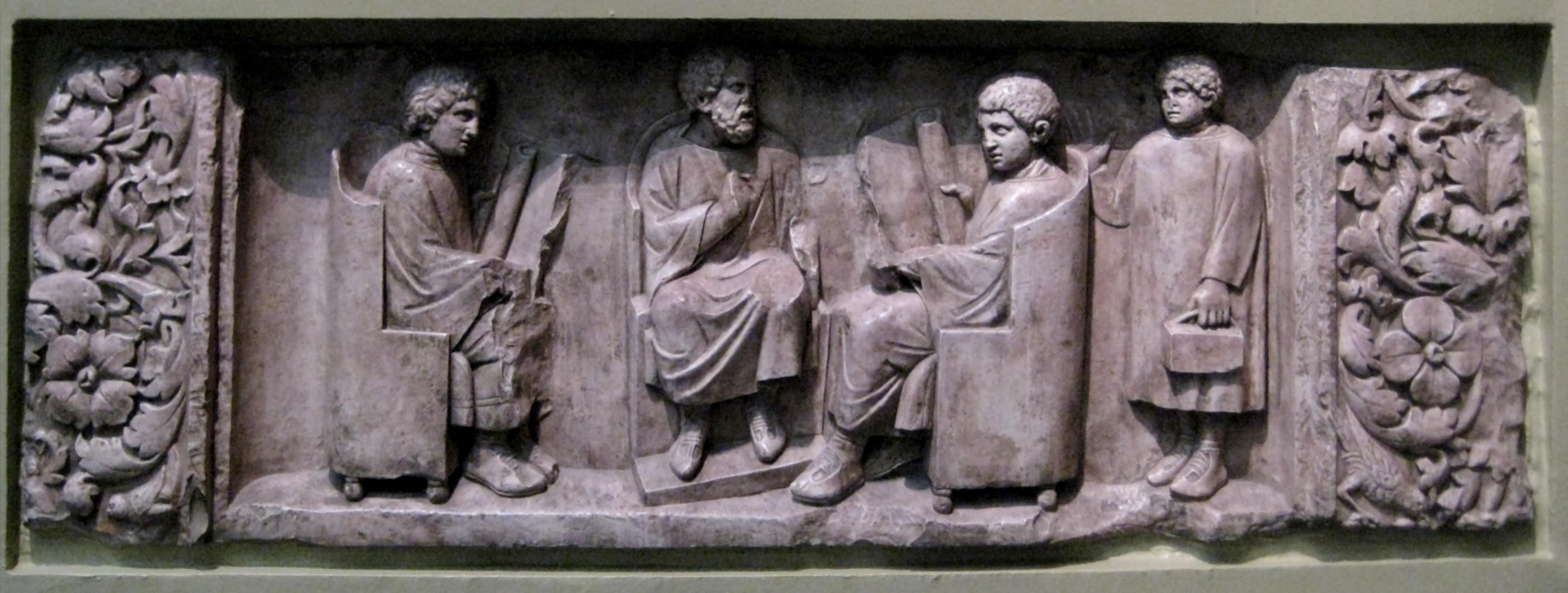
Un instituteur romain et trois élèves. Bas-relief découvert à Neumagen-Dhron, près de Trèves (Allemagne).

Il ne reste presque rien de l'œuvre d'Orbilius. Suétone mentionne cependant la publication d'un texte intitulé Περί ἄλγεος (Perì álgheos, en grec, littéralement « La Douleur »). Il s'agit d'une complainte à propos des offenses que subissent les enseignants de par la négligence ou l'avarice des parents.
Le titre n'est peut-être pas exact. Le manuscrit de Suétone indique en fait le mot perialogos qui n'existe ni en latin, ni en transcription du grec. Il peut cependant être corrigé en se basant sur la suite : « continentem querelas de iniuriis quas professores neglegentia aut ambitione parentum acciperent ». Parmi les diverses hypothèses à propos du titre exact, outre celle mentionnée ci-haut (G. Brugnoli, 1960), il existe aussi περιαλγής (perialghès ; Funaioli, 1907), Paedagogus (F. von Oudendrop, 1751), ou l'improbable περιαυτὸλογος (periautologos, J. A. Ernesti, 1748).

### Fragments
De son œuvre, seuls trois fragments nous sont parvenus, indirectement. Ceux-ci témoignent de l'intérêt d'Orbilius pour les synonymes. Le premier est cité par Suétone :
| Sunt qui litteratum a litteratore distinguant, ut Graeci grammaticum a grammatista, et illum quidem absolute, hunc mediocriter doctum existiment. Quorum opinionem Orbilius etiam exemplis confirmat: namque apud maiores ait cum familia alicuius venalis produceretur, non temere quem litteratum in titulo sed litteratorem inscribi solitum esse, quasi non perfectum litteris sed imbutum. | Il y a ceux qui distinguent lettré d'instruit, comme les Grecs le grammairien du grammatiste, et l'un ils le définissent comme absolument cultivé, l'autre médiocrement. Orbilius appuie son opinion avec un exemple : Il affirme en effet que lorsque nos ancêtres vendaient les esclaves de quelqu'un, ils écrivaient sur l'affiche non pas lettré mais instruit, comme pour dire que l'esclave n'était pas un expert de la littérature mais plutôt quelqu'un qui savait lire et écrire. |

Le second fragment est cité par Isidore de Séville dans son Differentiae verborum, 86, en référence à un fragment de Lucius Afranius :
| Inter criminatorem et criminantem hoc interesse auctor Orbilius putat, quod criminator sit qui alteri crimen inferat et id saepius faciat, criminans autem qui crimen inferat et cum suspicione quoque id faciat, qua re quis magis noxius videatur. | Entre accusateur et incriminateur, l'influent Orbilius soutient qu'il existe cette différence : L'incriminateur est celui qui porte une accusation contre un autre et qui le fait trop souvent, alors que l'accusateur au contraire porte une accusation en se basant sur des soupçons, obtenant un résultat plus frappant. |

Le troisième est cité par Priscien dans son ouvrage Institutiones (VIII, 16), dans la section sur les formes verbales, où sont cités quelques cas pour lesquels les verbes normalement de formes passives mais de diathèse active, sont utilisés passivement. À ces exemples sont joints aussi des verbes grecs ayant un comportement semblable, témoignage de vestiges de ces formes médio-passives en latin.
| Orbilius: quae vix ab hominibus consequi possunt, ἀνύεσθαι | D'Orbilius : Qu'ils puissent à grand peine être obtenus par les hommes, ἀνύεσθαι (pron. anýesthai) |

## L'archétype
Bien que son œuvre soit aujourd'hui oubliée, la personnalité d'Orbilius demeure connue grâce à l'un de ses plus illustres élèves, Horace. La courte description écrite par ce dernier fut suffisante pour en faire l'archétype proverbial de l'instituteur pointilleux, rétrograde et violent, et elle inspira entre autres les poètes suivants :
- Le poète néerlandais Pieter van Braam (1740-1817) qui écrivit dans l'un de ses recueils le poème intitulé Orbilius Antibarbarus :

| De schrandre Orbilius, de Valla van zijn' tijd, Die al zijn geestvermogens wijdt Aan 't oordeelkundig onderzoeken Van oude en nieuwe spelleboeken. Hij, die de doling van een komma fiks betrapt, En, wijl de letters 't woord en woorden zaken maken, Eerst om de letters denkt, en eindlijk om de zaken; Hij, wien geen streep, geen stip ontsnapt, Die held, die door zijn edelmoedig pogen, De taal dus keurig schift en zift, Sloeg onderdaags de scherpziende oogen Toevallig op een luifelschrift: Wat ziet hij? ... hij staat stil, verbleekt, en zegt: ô Narren! Waar zal 't in 't eind nog heen? ... ô wee! Zoo durft men thans uw schoone taal verwarren, Rampzalig vaderland! ... Ach! Koffie met een C! | Le bon Orbilius, le Valla de son époque, Qui se consacre tout entier À étudier avec bon jugement Les anciens et les nouveaux livres de syllabation. Lui qui remarque avec sévérité une virgule mal placée, Et, alors que les lettres forment le mot et les mots l'objet, Il pense d'abord aux lettres et ensuite à leur signification; Lui à qui n'échappent ni les points ni les lignes, Ce héros tente avec noblesse de soupeser élégamment la langue. Son regard perçant s'est récemment posé par hasard sur une enseigne publicitaire : Que voit-il? Il s'arrête, troublé, et déclare : "Ô folies! Jusqu'où irons-nous? Hélas!! À quel point oseront-ils maintenant mélanger notre belle langue, Ô mère-patrie brisée… Oh! Café avec un K!" |

- Le poète français Arthur Rimbaud, génie précoce, maitrise dès l'âge de quatorze ans l'écriture poétique en latin. Alors qu'il est étudiant externe au collège de Charleville, le 6 novembre 1868, il complète son premier essai de poésie Ver erat. Il y imagine que le poète Horace, lui aussi jeune étudiant, profite de la maladie de son instituteur pour faire une promenade printanière.

| Ver erat, et morbo Romae languebat inerti Orbilius: diri tacuerunt tela magistri Plagarumque sonus non jam veniebat ad aures, Nec ferula assiduo cruciabat membra dolore. | C'était le printemps et à Rome, s'y étiolait pour cause de maladie Orbilius: Les flèches du maitre cruel étaient silencieuses Le bruit des coups n'atteignait plus les oreilles Et le fouet ne tourmentait plus les membres douloureux. |  |

## Source
- (it) Cet article est partiellement ou en totalité issu de l’article de Wikipédia en italien intitulé « Lucio Orbilio Pupillo » (voir la liste des auteurs).